# Myrcia teresensis
Myrcia teresensis là một loài thực vật có hoa trong Họ Đào kim nương.